# Leon Kołatkowski
Leon Kołatkowski (ur. 3 lipca 1924 w Siedlcach na Lubelszczyźnie, zm. 18 października 1988 w Warszawie) – generał brygady LWP, szef Wojsk Łączności MON 1967–1978.

## Życiorys
Do 1939 zaliczył 4 klasy gimnazjum w Siedlcach. Podczas okupacji był mechanikiem i kierowcą, a od sierpnia 1944 strażnikiem SOK. Od listopada 1944 służył w WP. W maju 1945 skończył ze stopniem podporucznika Oficerską Szkołę Łączności w Zamościu i został dowódcą plutonu radiowego w 7. okręgowym batalionie łączności w Lublinie. Od 1 listopada 1945 w kompanii łączności oddziału WOP w Gdańsku. Brał udział w zwalczaniu zbrojnego podziemia. Po ukończeniu w lipcu 1946 kursu doskonalenia oficerów łączności został przeniesiony do sztabu 2 Dywizji Piechoty w Kielcach, gdzie również walczył z podziemiem. Od lutego 1948 szef wydziału łączności sztabu 2 DP w Kielcach. Od września 1948 zastępca szefa wydziału łączności Dowództwa Okręgu Wojskowego nr VII w Lublinie. Od lutego 1949 pracował w Głównym Inspektoracie Łączności, a od lipca 1950 w Szefostwie Wojsk Łączności MON, gdzie był m.in. szefem Węzła Łączności. Od 1 października 1953 zastępca szefa Wojsk Łączności MON początkowo w stopniu majora, potem podpułkownika. Od lipca 1958 pułkownik. 1960–1963 studiował w ASG WP. Od 26 kwietnia 1967 do 1 października 1978 szef Wojsk Łączności MON. W październiku 1968 mianowany generałem brygady; nominację wręczył mu w Belwederze przewodniczący Rady Państwa Marszałek Polski Marian Spychalski. W latach 1969–1980 prezes Polskiego Związku Krótkofalowców, był krótkofalowcem, posiadał znak wywoławczy SP5PZ. Od 13 listopada 1981 do 4 października 1985 podsekretarz stanu w Ministerstwie Łączności.
W okresie stanu wojennego w Polsce (1981-1983), równolegle z funkcją wiceministra łączności, był pełnomocnikiem Komitetu Obrony Kraju – komisarzem wojskowym w Ministerstwie Łączności.
Od 28 stycznia 1986 konsul generalny PRL w Zagrzebiu.
Zmarł w szpitalu klinicznym WAM na raka płuca. Pochowany 21 października 1988 roku na wojskowych Powązkach w Warszawie (kwatera B4-7-23); w pogrzebie wziął udział m.in. minister obrony narodowej gen. armii Florian Siwicki i przedstawiciele ministerstw.

## Odznaczenia
- Order Sztandaru Pracy II klasy (1978)
- Krzyż Komandorski Orderu Odrodzenia Polski (1969)
- Krzyż Kawalerski Orderu Odrodzenia Polski (1963)
- Złoty Krzyż Zasługi (1958)
- Srebrny Krzyż Zasługi (1949)
- Medal 10-lecia Polski Ludowej
- Medal 30-lecia Polski Ludowej
- Medal 40-lecia Polski Ludowej
- Medal „Za udział w walkach o Berlin” (1970)
- Złoty Medal „Siły Zbrojne w Służbie Ojczyzny” (1968)
- Srebrny Medal Siły Zbrojne w Służbie Ojczyzny
- Brązowy Medal Siły Zbrojne w Służbie Ojczyzny
- Złoty Medal Za zasługi dla obronności kraju (1973)
- Srebrny Medal Za zasługi dla obronności kraju
- Brązowy Medal Za zasługi dla obronności kraju
- Krzyż „Za Zasługi dla ZHP” (1972)[4]
- Odznaka 25-lecia Ligi Obrony Kraju (1970)[5]
- Order Czerwonego Sztandaru (ZSRR) (1968)
- Medal Za Zwycięstwo nad Niemcami